# 蒂萨伯
蒂萨伯（匈牙利語：Tiszabő）是匈牙利亚斯-瑙吉孔-索尔诺克州所辖的一个村，总面积35.04平方公里，总人口1957，人口密度55.9人/平方公里（2010年1月1日）。